# Великодні марки України
Великодні марки — поштові марки, які випускають на честь Великодня, одного з головних свят християнського світу. Вперше поштова марка (№ 40, (Mi #100)), яка була випущена з приводу Великодня, надійшла до обігу у незалежної України в 1993 році та була надрукована Австрійської державної друкарнею. Грошовий еквівалент (номінал) відповідає певному періоду і відрізняється за станом: до та після проведення грошової реформи (в купонокарбованцях або гривні). Переважна більшість марок була надрукована державним підприємством «Поліграфічний комбінат „Україна“» (Київ).

## Християнські свята на марках
Найбільшу тематичну групу сучасних святкових марок становлять знаки поштової оплати, що видаються з нагоди християнських свят. До свят, шанованим християнами у всьому світі, в першу чергу відносяться великі свята — Різдво і Пасха, а також дні шанування окремих святих, наприклад, святого Патріка і святого Миколая. Випуски марок, приурочені до дат цих подій широко представлені поштою різних держав, серед яких Австрія, Угорщина, Польща, Словаччина, Україна, Фінляндія та інші країни.

## Список великодніх марок України
Порядок слідування елементів у таблиці відповідає номеру за каталогом марок України на офіційному сайті Укрпошти (КМД УДППЗ «Укрпошта»), у дужках наведено номери за каталогом «Міхель».
| № у каталозі      | Зображення | Опис та джерело                 | Номінал     | Дата введення в обіг | Тираж   | Дизайн               |
| ----------------- | ---------- | ------------------------------- | ----------- | -------------------- | ------- | -------------------- |
| № 40 (Mi #100)    |            | З Великоднем!.                  | 15,00 карб. | 18 квітня 1993 року  | 200 000 | В. І. Дворник        |
| № 311 (Mi #371)   |            | Блок «Писанки»: - Поділля.      | 0,30 гривні | 28 квітня 2000 року  | 50 000  | Катерина Штанко      |
| № 312 (Mi #372)   |            | Блок «Писанки»: - Чернігівщина. | 0,30 гривні | 28 квітня 2000 року  | 50 000  | Катерина Штанко      |
| № 313 (Mi #373)   |            | Блок «Писанки»: - Київщина.     | 0,30 гривні | 28 квітня 2000 року  | 50 000  | Катерина Штанко      |
| № 314 (Mi #374)   |            | Блок «Писанки»: - Одещина.      | 0,30 гривні | 28 квітня 2000 року  | 50 000  | Катерина Штанко      |
| № 315 (Mi #375)   |            | Блок «Писанки»: - Гуцульщина.   | 0,70 гривні | 28 квітня 2000 року  | 50 000  | Катерина Штанко      |
| № 316 (Mi #376)   |            | Блок «Писанки»: - Волинь.       | 0,70 гривні | 28 квітня 2000 року  | 50 000  | Катерина Штанко      |
| № 909 (Mi #951)   |            | Христос Воскрес!.               | 1,00 гривня | 11 квітня 2008 року  | 220 000 | Наталія Михайличенко |
| № 1289 (Mi #1331) |            | З Великоднем!                   | 2,00 гривні | 30 квітня 2013 року  | 120 000 | Наталія Андрійченко  |